# Арендонк
Арендонк (на нидерландски: Arendonk) е селище в Северна Белгия, окръг Тьорнхаут на провинция Антверпен. Разположено е на границата с Нидерландия, на 8 km източно от град Тьорнхаут. Населението му е около 12 200 души (2006).

## Известни личности
Родени в Арендонк
- Рик Ван Стенберген (1924 – 2003), колоездач